# Kumon
Kumon é um método que visa desenvolver o autodidatismo nos alunos de forma individualizada por intermédio das disciplinas de matemática e língua pátria. A palavra designa além do nome do fundador o método de estudo que comercializa.
A instituição foi fundada no Japão, em 1958, pelo professor Toru Kumon e teve sua primeira unidade na América do Sul aberta em 1977, na cidade de Imbituva, Paraná. Em 2016, o Kumon está presente em 50 países.

## História
O Método Kumon nasceu em 1954 no Japão. Quando o filho de Toru Kumon, Takeshi, começou a ter dificuldades em matemática na escola, a sua mãe, Teiko Kumon, pediu uma solução a Toru, já que era professor de matemática. Porém, Toru não tinha tempo de ensinar ao seu filho. Assim, criou um material didático autoinstrutivo, para que o filho pudesse estudar sem depender dos ensinamentos de alguém e orientou-o para que trabalhasse conforme o ritmo de sua aprendizagem.
Em pouco tempo, as dificuldades de Takeshi foram resolvidas e Toru percebeu que seria bom que se o seu filho prosseguisse e aprendesse conteúdos mais avançados em relação à sua série. Takeshi alcançou conteúdos de nível universitário ainda na sexta série do ensino fundamental. Como já estava estudando conteúdos mais avançados em relação à sua série, o seu rendimento escolar era excelente. Percebendo isso, os pais de outros alunos souberam do emprego do método e pediram exercícios iguais para os seus filhos.

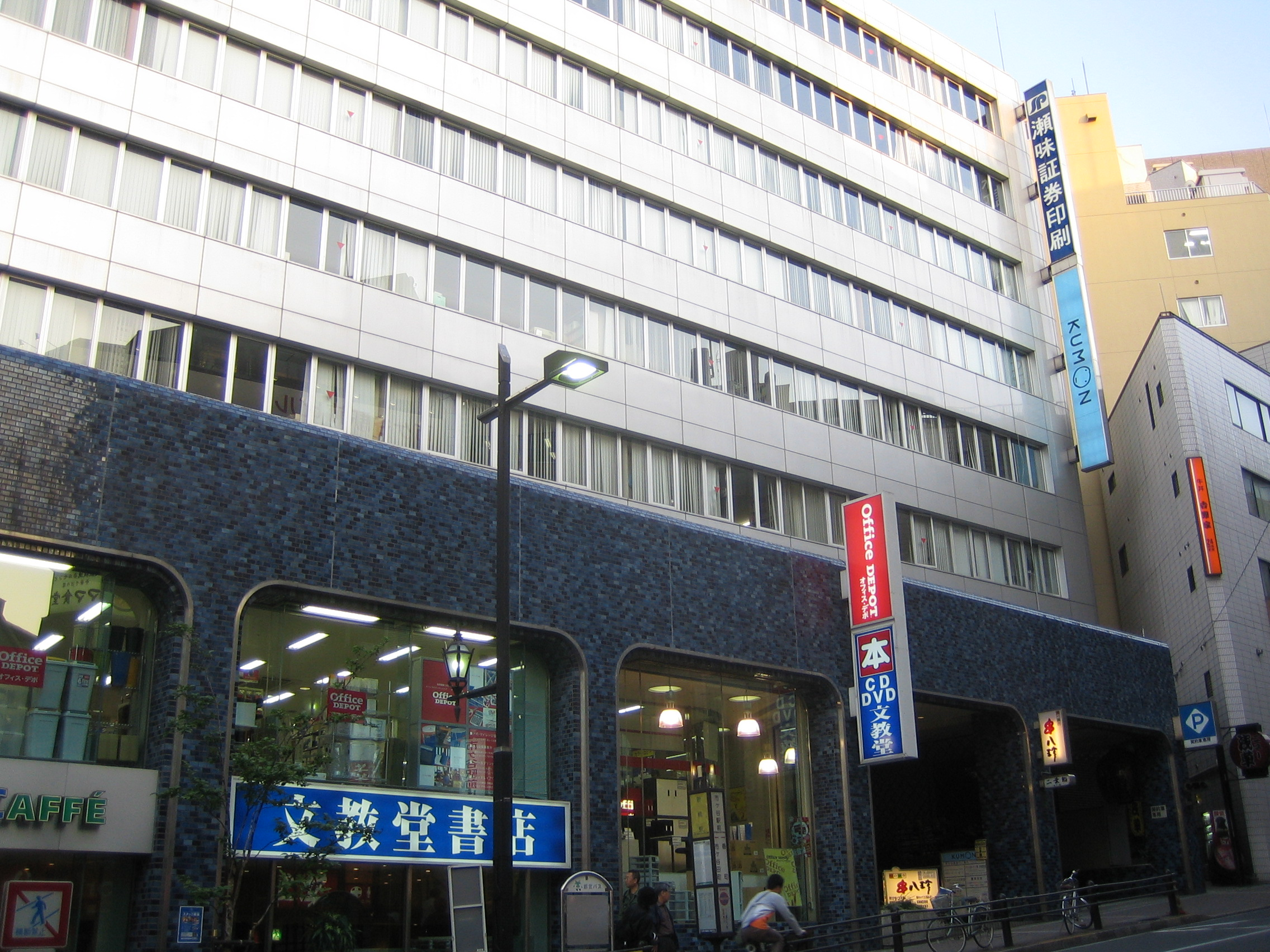
Sede do Kumon Institute of Education Co., Ltd. (日本公文教育研究会), em Chiyoda, Tóquio, Japão.

Com o crescente sucesso entre os colegas de Takeshi, Toru pensou em disponibilizar o método para quem estivesse interessado. Desse modo, já em 1958, a esposa Teiko abriu a primeira unidade do Kumon, em Osaka, Japão, concretizando a ideia de Toru.
O método conta, atualmente, com 4,2 milhões de alunos no mundo.

## O Kumon na América do Sul e no Brasil
O Kumon chegou a América do Sul em 1977, quando foi aberta a primeira unidade em Imbituva, no estado do Paraná. Dois anos depois foi aberta a primeira unidade na Colômbia, começando a expansão do método para outros países da América do Sul. Em 1989 já contava com 10 mil alunos no continente. Em 1994 foi inaugurada a matriz do Kumon América do Sul na cidade de São Paulo. Atualmente o Kumon América do Sul abrange a Argentina, Chile, Bolívia, Colômbia, Peru e Brasil e conta com mais de 160.000 alunos, e cerca de 1450 unidades.

## O método
Enquanto estuda Matemática, Português, Inglês ou Japonês, o aluno do Kumon aprende a buscar a informação por si próprio, resolve e corrige exercícios (tudo com um mínimo de ajuda do orientador) se tornando um autodidata. Além de desenvolver diversas capacidades, como hábitos de estudo, concentração, raciocínio lógico, agilidade mental, capacidade de execução de tarefas, autonomia, responsabilidade, disciplina, entre outras.
O Kumon Língua Pátria conta com livros consagrados de escritores renomados. O Kumon de Língua Pátria tem seu foco na interpretação de texto e no hábito de leitura, tornando os alunos capazes de ler, entender e opinar sobre suas leituras.

## Cronologia[6]
- Julho de 1954 - Toru Kumon cria o método para seu filho, Takeshi.
- Julho de 1969 - O número de alunos no Japão ultrapassa 10 mil.
- Julho de 1975 - O número de alunos no Japão ultrapassa 100 mil.
- 1974 - A primeira unidade fora do Japão é aberta em Nova Iorque.
- 1977 - Chega ao Brasil o Método Kumon.
- 1979 - O número de alunos no Japão ultrapassa 500 mil.
- Abril de 1981 - Criado o curso de japonês para japoneses (Kokugo)
- 1983 - O número de alunos fora do Japão ultrapassa 10 mil.
- 1989 - O número de alunos do Kumon América do Sul chega a 10 mil.
- 1994 - Criado o curso de português para brasileiros.
- 1995 - O número de alunos fora do Japão ultrapassa 500 mil.
- 1998 - O número de alunos fora do Japão ultrapassa 1 milhão.
- 2000 - O Grupo Kumon é formado com cinco matrizes ao redor do mundo.
- 2004 - Criado o curso de inglês para brasileiros e de espanhol nos países de língua espanhola.
- 2006 - O número de alunos em todo o mundo ultrapassa 4 milhões.
- 2008 - O Método Kumon faz 50 anos.
- 2017 - O Kumon faz 40 anos no Brasil
- 2018 - O Método Kumon faz 60 anos.
- 2019 - Chega a Portugal o Método Kumon.